# Kunstwollen
Kunstwollen è il termine tedesco, traducibile come "volontà artistica", con il quale Alois Riegl indica il gusto o il fattore predominante di un determinato periodo storico o di un singolo artista, da cui deriva il concetto di autonomia di ogni forma d'arte. Detto altrimenti, Kunstwollen descrive le varie modalità di percezione del mondo esterno, e le interpretazioni soggettive che gli artisti ne ricavano. Il concetto serve per richiamare l'attenzione sulla libertà dell'arte, che Riegl rivendica in contrasto alle tendenze empiriste, deterministe, funzionaliste e materialiste nella storia e nella teoria dell'arte. L'enfasi sulla volontà mira a recuperare l'intervento umano nella produzione artistica, il cui obiettivo non si esaurisce con la ricerca della bellezza, bensì attraverso l'espressione delle forme.
Il concetto è anche soggetto a fraintendimenti, e autori diversi ne hanno suggerito differenti interpretazioni, individuando man mano influenze o analogie con il pensiero di vari filosofi, a cominciare da Kant per arrivare a Freud e a Lacan.

## Caratteristiche
Per Riegl diversi stili, intesi quali espressioni di vari Kunstwollen, sono da considerarsi differenti percezioni o modi di considerare la relazione fra la mente e gli oggetti e di organizzarne la percezione stessa. In altri termini, l'arte rende espliciti i valori e le presupposizioni implicite che strutturano l'esperienza umana del mondo esterno. Tale concetto della forma implica che la rappresentazione non riguardi l'oggetto in sé, bensì il contributo soggettivo utilizzato nel ritrarlo. Ne deriva l'incoraggiamento a un tipo di critica incentrata sui valori formali. Riegl definisce le caratteristiche dell'opera d'arte quali "segno e colore su di un piano o nello spazio", e tale formula sottintende la difficoltà di separare la forma dal contenuto, in quanto lo spazio virtuale è considerato un elemento formale.
A livello più vasto, Riegl considera la storia dell'arte come un processo in continuo sviluppo da una visione estremamente tattile a una concezione soggettiva delle cose, di cui l'arte egizia da un lato, e l'impressionismo dall'altro costituiscono gli esempi più caratteristici. La dimostrazione della continuità storica costituisce il maggiore argomento in opposizione all'idea che i motivi ornamentali abbiano un'origine spontanea e determinata da circostanze geografiche e materiali. Se la storia dell'arte è sia continua che autonoma, deve quindi svilupparsi in base a una dinamica interna che guida i cambiamenti stilistici. In tale ottica diviene necessario ampliare il campo di studio degli storici, estendendolo anche alle cosiddette arti decorative, in quanto esse coinvolgono abilità sempre nuove, e «la volontà artistica degli esseri umani si manifesta fin dall'inizio incessantemente rivolta verso la distruzione delle barriere tecniche».
Infine, poiché un'opera fornisce sempre una testimonianza dell'epoca in cui viene realizzata, l'arte rappresenta una parte del periodo e della cultura in cui nasce, e in tal senso Kunstwollen è anche Weltanschauung.

## Influenze

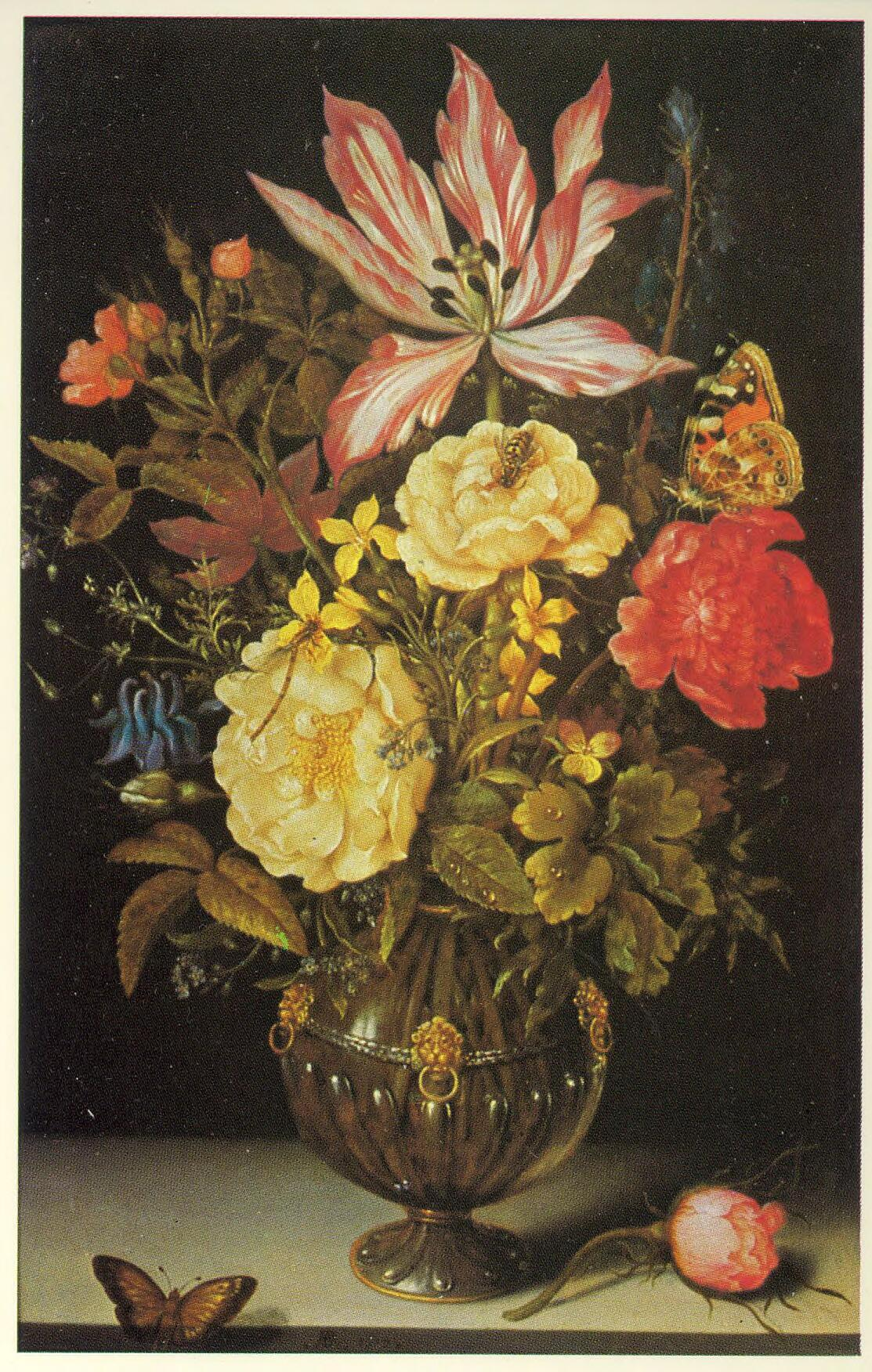
Ambrosius Bosschaert, Natura morta con fiori, 1617, olio su tela, Stoccolma, Museo Hallwyl

Il profondo senso di Riegl della forma artistica o stile, legato al concetto di volontà artistica, è conseguente agli sviluppi dell'epistemologia e della psicologia nel corso del XVIII e XIX secolo, discipline che enfatizzano l'attività della mente nel modellare l'esperienza umana. Importante soprattutto l'insegnamento di Hegel, di Schopenhauer, di Nietzsche, così come degli psicologi neo-kantiani quali Wilhelm Wundt e Johann Friedrich Herbart. In particolare Riegl deriva dall'eredità hegeliana l'idea che lo sviluppo artistico e i cambiamenti in altri campi della cultura, come la filosofia, le scienze e la vita sociale, vadano avanti in parallelo.
Inoltre lo studioso adotta l'affermazione di Hegel in base alla quale la pittura non costituisce di per sé un'entità autonoma, bensì esiste quando qualcuno la osserva, altrimenti rimane mera apparenza. Sul ruolo del fruitore Riegl propone una propria teoria, improntata sul modo in cui le opere d'arte si pongono nei confronti del pubblico, a seconda che gli si rivolgano richiamandone la partecipazione immaginativa, ovvero lo escludano. Soprattutto, chiunque deve poter comprendere il linguaggio in cui un'opera viene espressa, affinché essa acquisti significato.
Nel concreto, Riegl integra la propria teoria con l'Estetica hegeliana, arricchita con richiami a Schopenhauer, nello studio dell'arte olandese, di cui entrambi i filosofi sembrano considerare la natura morta e la pittura di genere come le forme più significative. In aggiunta, Riegl individua negli indizi della vita interiore suggeriti dai ritratti la più completa espressione della volontà artistica olandese. Quest'ultima, nel complesso, è la rappresentazione di spazio e di attenzione liberi, intendendo per attenzione un nuovo atteggiamento nei confronti del mondo, che Riegl descrive come profondo interessamento e modo di porsi sia con umiltà che con autostima. Da Schopenhauer Riegl deriva inoltre la distinzione fra oggettività e soggettività, espresse da un lato con l'atteggiamento trascendente e impersonale, e dall'altro con l'individualismo.

## Ricezione
Il pensiero di Riegl viene accolto con entusiasmo, specialmente dagli studiosi attivi nella prima metà del XX secolo, in particolare di madrelingua tedesca. Fra i più noti, Walter Benjamin si appropria del senso che Riegl attribuisce al valore intrinseco dello stile di un'epoca, rispondente a una necessità, ossia alla volontà artistica di un periodo.
Dal canto proprio Erwin Panofsky, in un saggio del 1955, indica come i "sistemi di proporzioni" si rivelerebbero «espressioni di quella stessa "volontà artistica" (Kunstwollen) che si è realizzata nell'architettura, nelle sculture, nei quadri di un certo periodo o di un dato artista. La storia della teoria delle proporzioni è un riflesso della storia dello stile: (...) si può cioè affermare che la teoria delle proporzioni esprime in forma più chiara, o almeno più definibile, dell'arte stessa quel concetto del Kunstwollen che così spesso è fonte di perplessità».
Un esempio è dato dalla teoria delle proporzioni in uso nell'arte degli antichi egizi, che «riflette chiaramente il loro Kunstwollen, tendente non a ciò he è mutevole, ma a ciò che è costante, non a tradurre in simboli il presente vivo, ma a realizzare un'eternità senza tempo». Un altro esempio viene fornito dal metodo usato nell'arte bizantina per esprimere le misure: «il canone delle proporzioni appare qui non solo come una spia del Kunstwollen, ma quasi come il veicolo di una particolare forza artistica».
«Il saggio sulla teoria delle proporzioni (...) testimonia anche il debito di Panofsky verso la problematica riegliana del Kunstwollen», se pure è soprattutto nell'intervento del 1932 Zum Problem der Beschreibung und Inhaltsdeutung von Werken der bildenden Kunst (Sul problema della descrizione e della interpretazione del contenuto di opere d'arte figurativa), che Panofsky «discute il concetto di Kunstwollen, inteso come unità delle forze che si sono espresse nell'opera d'arte e che l'hanno organizzata contenutisticamente e formalmente. Pur criticando l'intenzione riegliana di individuare ciò che di obiettivo e di caratteristico permane nel carattere peculiare dei fenomeni artistici, Panofsky interpreta il Kunstwollen come un'unità di senso che permette di spiegare i fenomeni artistici non più in base a circostanze storiche o analogie stilistiche, ma in quanto risultati di una determinata concezione del mondo che è stata capace di produrre un'esperienza peculiare. In tal senso, Riegl appare come colui che si è posto per primo il compito di cogliere i fenomeni artistici al di là del loro senso fenomenico, affermandone l'autonomia di contro a teorie che ne avevano stabilito invece la dipendenza».